# 멈블코어
멈블코어(Mumblecore)는 독립 영화의 하위 장르이다. 극 진행동안, 발생한 사건 자체보다는 인물들의 대화와 행동양상에 초점을 두어 인물들의 관계를 집중적으로 조명하는 게 특징이다. 자연스러운 대사와 연기를 보여주는 내츄럴리즘이 중시된다. 작품들은 주로 저예산으로 많이 제작된다.
앤드루 부잘스키 감독의 2002년 영화 《퍼니 하 하》가 최초의 멈블코어 장르 영화로 평가된다. 앤드루 부잘스키 이외 주요 인물로는 린 셸턴, 마크 듀플래스 & 제이 듀플래스 형제, 그레타 거윅, 에런 캐츠, 조이 스완버그, 라이 루소영 등이 있다.